# Bandunggede
Bandunggede is een bestuurslaag in het regentschap Temanggung van de provincie Midden-Java, Indonesië. Bandunggede telt 4283 inwoners (volkstelling 2010).